# Norops laeviventris
Norops laeviventris este o specie de șopârle din genul Norops, familia Polychrotidae, descrisă de Wiegmann 1834. Conform Catalogue of Life specia Norops laeviventris nu are subspecii cunoscute.